# U-6
O U-6 (Unterseeboot 6) foi um submarino alemão da Kriegsmarine que serviu durante a Segunda Guerra Mundial. A embarcação foi construída pelo estaleiro Deutsche Werke AG, em Kiel cidade da Alemanha localizada no canal norte do mar Báltico.

## Segunda Guerra Mundial
O navio foi utilizado como submarino de treinamento, participando de duas patrulhas de guerra. Não afundou ou danificou nenhum navio das forças Aliadas. O U-6 começou a ser desmantelado a partir de 7 de agosto de 1944 no porto de Gotenhafen na Polônia, fornecendo peças de reposição para outros submarinos, até ser capturado pelas forças soviéticas em 29 de março de 1945.

## Comandantes
| Comandante                      | Período                                         |
| ------------------------------- | ----------------------------------------------- |
| Kptlt. Ludwig Mathes            | 7 de Setembro de 1935 - 30 de Setembro de 1937  |
| Werner Heidel                   | 1 de Outubro de 1937 - 17 de Dezembro de 1938   |
| Joachim Matz                    | 17 de Dezembro de 1938 - 26 de Novembro de 1939 |
| Oblt. Hans-Bernhard Michalowski | Novembro de 1939 - Dezembro de 1939             |
| Oblt. Otto Harms                | 27 de Novembro de 1939 - 17 de Janeiro de 1940  |
| Oblt. Adalbert Schnee           | 31 de Janeiro de 1940 - 10 de Julho de 1940     |
| Georg Peters                    | Junho de 1940 - Julho de 1940                   |
| Oblt. Johannes Liebe            | 11 de Julho de 1940 - Março de 1941             |
| Kptlt. Eberhard Bopst           | Março de 1941 - Setembro de 1941                |
| Herbert Brüninghaus             | Outubro de 1941 - Agosto de 1942                |
| Oblt. Paul Just                 | Agosto de 1942 - Setembro de 1942               |
| Herbert Brüninghaus             | Setembro de 1942 - 19 Outubro de 1942           |
| Oblt. Otto Niethmann            | 20 de Outubro de 1942 - Junho de 1943           |
| Oblt. Alois König               | Junho de 1943 - 16 de Abril de 1944             |
| Ltn. Horst Heitz                | Agosto de 1943 - Outubro de 1943                |
| Ltn. Erwin Jestel               | 17 de Abril de 1944 - 9 de Julho de 1944        |